# Microibidion exiguum
Microibidion exiguum är en skalbaggsart som beskrevs av Martins 1962. Microibidion exiguum ingår i släktet Microibidion och familjen långhorningar.
Artens utbredningsområde är Paraguay. Inga underarter finns listade i Catalogue of Life.